# Всемирная христианская энциклопедия
Всемирная христианская энциклопедия (англ. World Christian encyclopedia) — справочник, опубликованный издательством Оксфордского университета. Известен предоставлением статистики членства для основных и малых мировых религий в каждой стране мира, включая исторические данные и прогнозы на будущее.
Первое издание Дэвида Б. Барретта (англ. David B. Barrett) было опубликовано в 1982 году. Второе издание Барретта, Джорджа Томаса Курьяна (англ. George Thomas Kurian) и Тодда М. Джонсона (англ. Todd M. Johnson) было опубликовано в 2001 году. Изначально, штаб исследовательской группы размещался в Найроби (Кения), а затем переехала в Ричмонд (Вирджиния, США).
Несмотря на название, энциклопедия содержит данные о членстве во многих нехристианских религиях. Однако эта работа была охарактеризована как «информационное подкрепление христианской миссионерской работы».
Данные, включенные во Всемирную христианскую энциклопедию, размещены в Интернете во Всемирной христианской базе данных (ВХБД). Одно исследование показало, что данные ВХБД «тесно взаимосвязаны с другими источниками, которые предлагают межнациональные оценки религиозного состава населения», но база данных «последовательно предоставляет более высокую оценку процента христиан по сравнению с другими межнациональными базами данных».

### Комментарии
1. ↑  worldchristiandatabase.org — официальный сайт Всемирной христианской базы данных